# Lame Deer (Montana)
Lame Deer (Meaveʼhoʼeno nella vecchia lingua d'origine) è un census-designated place degli Stati Uniti d'America, nello stato del Montana, nella Contea di Rosebud. Nel 2000 contava 2.018 abitanti. Il nome della città è stato preso da quello di un capo tribù, Miniconjou Lakota, soprannominato anche Lame Deer. Il luogo in cui fu ucciso è segnato da una bandiera bianca che si trova a sud della città. Infatti fa parte della Northern Cheyenne Indian Reservation.